# Takuya Itō (Fußballspieler, 1974)
Takuya Itō (japanisch 伊藤 琢矢 Itō Takuya; * 11. Juni 1974 in der Präfektur Saitama) ist ein ehemaliger japanischer Fußballspieler.

## Karriere
Itō erlernte das Fußballspielen in der Schulmannschaft der Ina Sogo Gakuen High School und der Universitätsmannschaft der Senshū-Universität. Seinen ersten Vertrag unterschrieb er 1997 bei NTT Kanto (heute: Omiya Ardija). Der Verein spielte in der zweithöchsten Liga des Landes, der Japan Football League. 1999 wechselte er zu Saitama SC. 2001 wechselte er zum Drittligisten Sagawa Express Tokyo. 2006 wechselte er zu Fagiano Okayama. Am Ende der Saison 2007 stieg der Verein in die Japan Football League auf. 2009 wechselte er zum Ligakonkurrenten New Wave Kitakyushu (heute: Giravanz Kitakyushu). Am Ende der Saison 2009 stieg der Verein in die J2 League auf. 2011 wechselte er zu Raj-Pracha FC. Ende 2012 beendete er seine Karriere als Fußballspieler.